# Laurette Onkelinx
Laurette Onkelinx (Ougrée, 2 ottobre 1958) è una politica belga, membro del Partito Socialista, per il quale è vicepresidente e presidente della sezione di Bruxelles.
Ha alle spalle una longeva carriera ministeriale nel governo federale, durata ininterrottamente quindici anni. A 30 anni, nel 1988, è stata eletta in Parlamento alla Camera dei rappresentanti, dove è rimasta fino al 2019.
Con Magda Aelvoet e Isabelle Durant, nel 1999 è stata la prima donna ad essere nominata vice primo ministro nel governo belga.

## Biografia
Laurette Onkelinx è figlia del vicesindaco del PS Gaston Onkelinx, sindacalista di Cockerill, originario del Limburgo, e di Germaine Ali Bakir, nativa di Cabilia in Algeria. È inoltre la nipote di Maurice Onkelinx, assessore e sindaco della città del Limburgo Jeuk durante la seconda guerra mondiale e sorella minore del politico Alain Onkelinx.
Ha frequentato l'Athenaeum Angleur e ha continuato gli studi di giurisprudenza presso l'Università di Liegi. Dopo un primo matrimonio con Abbès Guenned dal quale ha divorziato, si è risposata il 20 novembre 1999 con l'avvocato e costituzionalista Marc Uyttendaele.
Il suo passaggio alla presidenza della Comunità francofona del Belgio e a ministro della Pubblica Istruzione nel 1993-1999, in piena crisi fiscale, è particolarmente marcato da una lunga controversia sul lavoro con i sindacati degli insegnanti dopo l'annuncio della rimozione di 3 000 posti.
Dal luglio 1999 al maggio 2014, assume la presidenza di Beliris, un accordo di cooperazione che lega lo Stato federale e la Regione di Bruxelles-Capitale. Questo accordo si realizza fornendo un bilancio annuale per promuovere il ruolo nazionale e internazionale di Bruxelles, attraverso la riqualificazione della regione di Bruxelles-Capitale.
Avvierà anche un piano per l'occupazione giovanile, denominato "Piano di Rosetta", dal titolo dei fratelli Dardenne vincitori della Palma d'oro.
Diventa una figura di spicco del Partito Socialista francofono, occupando dal 1999 la carica di vice primo ministro e ministro del lavoro nei governi Verhofstadt I (1999-2003), della giustizia nel governo Verhofstadt II (2003-2008) e della salute nel governo Leterme I (2008-2011).

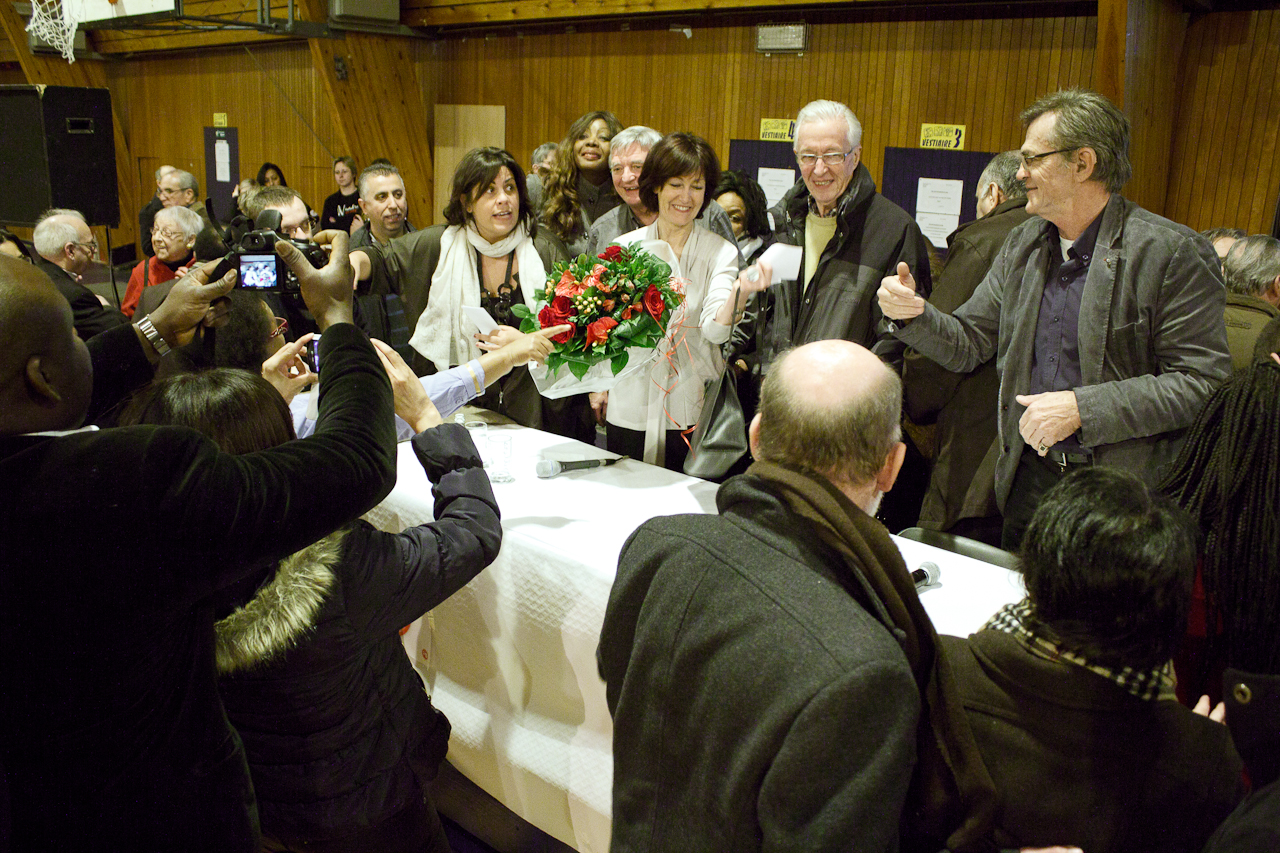
Laurette Onkelinx e Julia Fernandez Fernandez

Nell'ottobre 2006 è uno dei più importanti candidati alle elezioni locali di Schaerbeek. Contro di lei per la carica di sindaco corre Bernard Clerfayt, con il quale la campagna elettorale si trasforma in una lotta politica. In queste elezioni il punteggio locale della lista socialista raddoppia e raccoglierà significativamente meno voti del suo avversario. Questa situazione la obbliga ad allearsi alla lista Ecolo di Isabelle Durant. Dalle elezioni uscirà sconfitta in favore di Clerfayt.
Secondo un articolo pubblicato da The Last Time nel 2003, è citata come un possibile membro della massoneria belga.
Dopo le elezioni federali del 2014 diventa nuovamente parlamentare; conduce il gruppo socialista alla Camera dei rappresentanti, termina la sua attività di rappresentante nel 2019 dopo ben sei legislature servite.

## Leggi e progetti di legge
Sono state diverse le proposte di legge emanate mentre Laurette Onkelinx era ministro federale è a volte sono indicate con il suo nome, tra cui una legge del gennaio 1993 che consente a un sindaco, a determinate condizioni, di requisire un edificio nel suo comune ed una legge nel mese di giugno 2006, relativa al possesso di armi.
Nell'ottobre 2006, viene presentata la riforma della legge sulla protezione sociale con l'obiettivo di proteggere meglio la società, garantendo nel contempo un migliore supporto terapeutico.
Il 1º luglio 2012 Laurette Onkelinx introduce una legge sulle forze dell'ordine che indurisce le condizioni per il rimborso del costo dei supporti.

## Pubblicazioni
- Continuons le débat
- Théâtre du jeune public